# Stictocephala militaris
Stictocephala militaris är en insektsart som beskrevs av Gibson och Wells. Stictocephala militaris ingår i släktet Stictocephala och familjen hornstritar. Inga underarter finns listade i Catalogue of Life.